# Raión de Dzerzhinski
El raión de Dzerzhinski (ruso: Дзержи́нский райо́н) es un distrito administrativo y municipal (raión) ruso perteneciente a la óblast de Kaluga. Se ubica en el norte de la óblast. Su capital es Kóndrovo.
En 2021, el raión tenía una población de 56 470 habitantes.
El raión es limítrofe al sureste con el ókrug urbano de la capital regional Kaluga, por lo que alberga parte de las áreas periféricas de dicha ciudad, existiendo varias localidades en el raión que han aumentado su población debido a ello.
En 1929 se le dio inicialmente el topónimo "raión de Bujarin" (Бухаринский район) en referencia a Nikolái Bujarin, uno de los fundadores de la Unión Soviética. Tras haber sido purgado Bujarin, desde 1937 el raión pasó a recibir su nombre en referencia al comunista polaco-bielorruso Félix Dzerzhinski. Antes de la creación de la actual óblast de Kaluga en 1944, el raión de Dzerzhinski formaba parte de la óblast de Smolensk.

## Subdivisiones
Comprende dieciocho entidades locales, de las que cuatro son urbanas y catorce rurales. Los cuatro ayuntamientos urbanos, todos sin pedanías, son la ciudad de Kóndrovo (la capital) y los asentamientos de tipo urbano de Polotniani Zavod, Piátovski y Továrkovo. Los catorce asentamientos rurales, que albergan un total de 163 localidades rurales, son:
- Aldea Barsukí
- Aldea Gálkino
- Aldea Zhiletovo
- Aldea Kartsovo
- Aldea Nikólskoye
- Aldea Rédkino
- Aldea Rudnia
- Aldea Seni (con capital en la aldea Luhznoye)
- Aldea Starki
- Pueblo Dvortsi
- Pueblo Seló ímeni Lva Tolstogo
- Pueblo Sovjoz ímeni Lénina
- Pueblo Sovjoz Chkalovski
- Ugórskoye (con capital en el pueblo Ostrozhnoye)